# E! True Hollywood Story
E! True Hollywood Story  er en amerikansk dokumentarserie fra E! Entertainment Television og DBS-kanalen, der udarbejder dokumentarer om kendte Hollywood-celebrities, film, tv-serier og velkendte offentlige personer. Blandt de dækkede emner, inkluderer programmet også afsløringer af upassende seksuelle hemmeligheder, show-biz skandaler, kendismordere og mysterier, pornostjernebiografier, og "hvor-er-de-nu?"-forskninger af tidligere børnestjerner. Programmet har ofte dybdegående interview, aktuelle retssalsoptagelser og dramatiske rekonstruktioner af episoder. Episoderne er nogengang opdateret til kunne relateres til aktuelle begivenheder eller personers situationer i livet.

## Liste overE! True Hollywood-programmer

### Voksenfilmunderholdning
- John Holmes
- Jenna Jameson
- Traci Lords
- Linda Lovelace
- Ginger Lynn
- Savannah

### Atleter
- Tai Babilonia og Randy Gardner
- Oksana Baiul
- Kobe Bryant
- Chris Benoit
- Dave Draper
- Rudy Galindo
- Tonya Harding
- Scott Hamilton
- Hulk Hogan
- O.J. Simpson
- Serena og Venus Williams ("The Williams Sisters")
- Tiger Woods

### Komikere
- John Belushi
- Lenny Bruce
- Brett Butler
- Cheech & Chong
- Ray Combs
- Ellen DeGeneres
- Andrew Dice Clay
- Andy Dick
- Phyllis Diller
- Chris Farley
- Redd Foxx
- Gallagher
- Kathy Griffin
- Andy Kaufman
- Sam Kinison
- Martin Lawrence
- Joe Piscopo
- Paula Poundstone
- Richard Pryor
- Gilda Radner
- Joan Rivers

### Par og familier
- Alec Baldwin, Daniel Baldwin, William Baldwin og Stephen Baldwin ("The Baldwin Brothers")
- Darva Conger & Rick Rockwell ("Rick & Darva: The Million Dollar Mistake")
- Douglas-dynastiet (Kirk Douglas og Michael Douglas)
- Goldie Hawn og Kate Hudson
- Paris og Nicky Hilton
- Whitney Houston og Bobby Brown
- The Judds (Naomi, Wynonna og Ashley Judd)
- Kardashian-familien
- Kennedy-familien
- O'Neal-familien (Tatum, Ryan og Griffin O'Neal)
- The Osbournes (Ozzy, Sharon, Kelly and Jack Osbourne)
- Sean Penn og Madonna
- David Beckham og Victoria Beckham ("Posh and Becks")
- Lionel og Nicole Richie
- Jessica, Ashlee og Simpson-familien (Jessica, Ashlee, Joe og Tina Simpson)
- Charlie Sheen og Denise Richards
- Britney Spears og Kevin Federline
- Rod og Kimberly Stewart
- Arnold Schwarzenegger og Maria Shriver
- Steven og Liv Tyler
- Luke og Owen Wilson

### Kriminelle
- Margaret Rudin
- Michael Alig
- Christian Brando
- Amy Fisher ("Long Island Scandal: The Buttafuocos & Amy Fisher")
- Heidi Fleiss
- Mary Kay Letourneau
- Claudine Longet ("Death in Aspen: The Claudine Longet and Spider Sabich Story")
- Charles Manson
- The Menendez Brothers (Lyle og Erik Menendez)
- Andrea Yates

### Instruktører og producere
- Al Adamson
- Bob Fosse
- Joe Francis
- Alfred Hitchcock
- Russ Meyer
- Julia Phillips
- Roman Polanski

### Entertainere
| - Paula Abdul - Loni Anderson - Jennifer Aniston - Drew Barrymore - Mischa Barton og Kristin Cavallari (Mischa & Kristin: Babes of O.C.) - Justine Bateman - Kim Basinger - Halle Berry - Valerie Bertinelli - Bill Bixby - Robert Blake - Linda Blair - Sonny Bono - Linda Lovelace - Lara Flynn Boyle - Marlon Brando - The Brat Pack - Jim J. Bullock - Gary Busey - John Candy - Johnny Cash - Lynda Carter - Jeanne Carmen - Macaulay Culkin - Lauren Chapin - Duane "Dog" Chapman - Cher - Chippendales - Ray Combs - Simon Cowell - Courteney Cox - Bob Crane - Doris Day - Sammy Davis, Jr. - Patrick Dempsey - Johnny Depp - Bo Derek - Pete Duel - Leonardo DiCaprio - Phyllis Diller - Divine | - Shannen Doherty - Robert Downey, Jr. - Hilary Duff - Dominique Dunne - Chris Farley - Colin Farrell - Farrah Fawcett - Corey Feldman - Jane Fonda - Jodie Foster - Michael J. Fox - Redd Foxx - Judy Garland - Richard Gere - Mel Gibson - Kate Gosselin - Melanie Griffith - Corey Haim - Daryl Hannah - Mariska Hargitay - Phil Hartman - Rodney Harvey - David Hasselhoff - Joey Heatherton - Paul Reubens/"Pee-wee Herman" - Dennis Hopper - Kate Hudson - Rock Hudson - Elizabeth Hurley - Angelina Jolie - Michael Jackson - Janet Jackson - Anissa Jones - Christopher Jones - Margot Kidder - Nicole Kidman - Tawny Kitaen - Sid & Marty Krofft - Karyn Kupcinet - Michael Landon - Queen Latifah - Heath Ledger | - Brandon Lee - Emmanuel Lewis - Jerry Lewis - Heather Locklear - Lindsay Lohan - Eva Longoria - Jennifer Lopez - Mario Lopez - Howie Mandel - Dean Martin - Kristy McNichol - Steve McQueen - Tammy Faye Messner - Liza Minnelli - Marilyn Monroe - Demi Moore - Dudley Moore - Mary Tyler Moore - Mr. T - Jack Nicholson - Brigitte Nielsen - Nick Nolte - Jay North - Rosie O'Donnell - Heather O'Rourke - Dolly Parton - Ty Pennington - Anthony Perkins - Dr. Phil - Mackenzie Phillips - River Phoenix - Dana Plato - Lisa Marie Presley - Freddie Prinze - The Rat Pack - Rachael Ray - Keanu Reeves - Tara Reid - Burt Reynolds - Natasha Richardson - Kelly Ripa - John Ritter | - Mickey Rourke - Meg Ryan - Winona Ryder - Rebecca Schaeffer ("Dark Obsession: The Rebecca Schaeffer Story") - Scott Schwartz - Steven Seagal - Rod Serling - William Shatner - Charlie Sheen - Cybill Shepherd - Brooke Shields - Richard Simmons - Will Smith - Suzanne Somers - Britney Spears - Tori Spelling - James Stacy - Sylvester Stallone - John Stamos - Sharon Stone - David Strickland - Hilary Swank - Patrick Swayze - Sharon Tate ("The Last Days of Sharon Tate") - Elizabeth Taylor - Charlize Theron - Uma Thurman - Jean-Claude Van Damme - Jim Varney ("Ernest Goes Hollywood: Jim Varney") - Hervé Villechaize - Jan-Michael Vincent - Andy Warhol - Mark Wahlberg - Adam West ("Batman Unmasked") - Montel Williams - Vanessa L. Williams - Oprah Winfrey - Miley Cyrus - Natalie Wood - Young Hollywood: A to Zac - Sean Young - Pia Zadora - Renée Zellweger |

### Modedesignere
- Gianni Versace
- Halston

### Supermodeller
- Tyra Banks
- Christie Brinkley
- Naomi Campbell
- Gia Carangi
- Janice Dickinson
- Fabio
- Jerry Hall
- Margaux Hemingway
- Lauren Hutton
- Heidi Klum
- Kate Moss
- Carre Otis
- Bettie Page
- Anna Nicole Smith
- Kimora Lee Simmons
- Supermodels: Beyond Skin Deep
- Niki Taylor

### Filmquiz'er
- Family Feud
- The Gong Show
- Hollywood Squares
- The Price Is Right
- Wheel of Fortune

### Film
- American Pie ("American Pie Uncovered")
- Billy Jack
- Bond Girls
- Clueless
- The Cotton Club
- Diner
- Dirty Dancing
- Eksorcisten ("Curse of The Exorcist")
- Fast Times at Ridgemont High
- Flashdance
- Dødens gab
- Mean Girls
- Our Gang/The Little Rascals ("Curse of The Little Rascals")
- Poltergeist ("Curse of the Poltergeist")
- Scarface
- Scream
- Sixteen Candles
- The Terminator
- The Texas Chainsaw Massacre
- Tropic Thunder
- Twilight Zone: The Movie ("The Twilight Zone Movie Trial")

### Musikere
| - Adam Lambert - Aaliyah - Paula Abdul - Christina Aguilera - Clay Aiken - Justin Bieber - The Beach Boys - Brandy - Mariah Carey - Karen Carpenter - Johnny Cash - Sean Combs - Sheryl Crow - Celine Dion - Country-divaer (Shania Twain, Shelby Lynne, Faith Hill, Dixie Chicks, Trisha Yearwood & Gretchen Wilson) - John Denver - Mama Cass Elliot - Missy Elliott - Eminem - Marvin Gaye - Michael Hutchence - Janet Jackson - La Toya Jackson - Michael Jackson - Hip Hop-koner - Jonas Brothers - Janis Joplin - Liberace | - Little Richard - Tommy Lee - John Lennon - Courtney Love - LL Cool J - Dean Martin - George Michael - The Monkees - New Kids on the Block - *NSYNC - Wayne Newton - Olivia Newton-John - P!nk - Elvis Presley ("The Last Days of Elvis Presley") - The Pussycat Dolls - Diana Ross - Selena - Frank Sinatra - Snoop Dogg - Spice Girls - Britney Spears ("Britney Spears: Fall From Grace" og "Britney Spears: Price of Fame") - Tiffany - Tiny Tim - Tanya Tucker - Usher - Village People - Amy Winehouse - Katy Perry |

### Playboy / pin-up / glamour / nøgemodeller
- Pamela Anderson
- Rebekka Armstrong
- Shane og Sia Barbi ("The Barbi Twins")
- Carmen Electra
- Hugh Hefner
- Jessica Hahn
- Claudia Jennings
- Holly Madison
- Jenny McCarthy
- Bettie Page
- Anna Nicole Smith
- Dorothy Stratten
- Shannon Tweed
- Kendra Wilkinson

### Præsidenter
- Bill Clinton
- John F. Kennedy
- Barack Obama

### Royale / milliardærer
- Prinsesse Diana
- Sarah Ferguson
- Grace Kelly, Princess Caroline, and Princess Stéphanie
- Donald Trump
- Oprah Winfrey
- First Daughters (Døtre af USAs præsidenter)
- Society Girls (Døtre af overklassens mest velstående personer)
- Trust Fund Babies (Døtre af rige og kendte forældre, som fx Paris Hilton)
- Unge royale (Syv europæiske unge)

### Fjernsyn / reality shows
| - 24 timer - All in the Family - American Idol - American Idol: Girls Rule (Kelly Clarkson, Carrie Underwood og Fantasia Barrino) - America's Next Top Model - The Andy Griffith Show ("Andy of Mayberry") - The Apprentice - The Bachelor - Bad Girls of Reality TV (Omarosa, Trishelle Cannatella og Alison Irwin) - Baywatch - The Beverly Hillbillies - Beverly Hills, 90210 - Bewitched - Big Brother (i USA) - Blossom - The Brady Bunch - Charles in Charge - Cheers - CHiPs - Clueless - The Cosby Show ("The Cosby Kids") - Dallas - Dancing with the Stars - Dawson's Creek - Desperate Housewives - Diff'rent Strokes - The Dukes of Hazzard - Dynasty - Dog The Bounty Hunter - Eight is Enough - The Facts of Life ("Facts of Life Girls") - Friends | - Full House - Gimme a Break! - Gilligan's Island - Good Times - Growing Pains - Home Improvement - I Dream of Jeannie - I Love Lucy - The Jenny Jones Show (Inklusiv mordet på Scott Amedure af Jonathan Schmitz efter deres optræden på showet som aldrig blev sendt) - L.A. Law - The Little Rascals - Magnum, P.I. - Married… with Children - Melrose Place - Miami Vice - The Mickey Mouse Club (Alle tre versioner; 1955–58, 1977–79 og 1989–96) - The Mod Squad - The Partridge Family - Punky Brewster (dens stjerne Soleil Moon Frye) - The Real World - Roseanne - Saved by the Bell - Seinfeld - Sex and the City - Survivor - Three's Company - That '70s Show - The View - Who's the Boss? - Welcome Back Kotter - The Young and the Restless |

### THS-efterforskninger
- Chandra Levy og Capitol Murders
- Cheerleading
- Kult, Religion og Mind Control
- Curse of the Lottery
- Curse of the Lottery 2
- Dating Mareridt
- Dødbringende vande
- Diet Fads
- Hazing
- Hot for Student
- Ægtemænd, som dræber
- Inside the Mind of a Serial Killer
- Kidnapping
- Love Behind Bars
- Murder and the Media Machine
- Online Nightmares
- Original Night Stalker
- Paparazzi
- Plastic Surgery Mareridt
- Prom Mareridt
- Rige børn, som dræber
- Teenagegraviditsmareridt
- Teenage Trafficking
- The Real-Life CSI
- Spring Break Mareridt
- Stalking
- Udsultning for perfektion
- Kvinder, der dræber

### Steder
- The Comedy Store
- Studio 54

### Andre
- Criss Angel
- Baseball Wives
- The Beatle Wives
- Beauty Pageants
- The Bond Girls
- John DeLorean
- Pamela Des Barres
- Female Body Builders
- First Daughters
- Larry Flynt
- Football Wives
- Amber Frey
- Wally George
- Elizabeth Glaser
- Patty Hearst
- Hollywood Ex-Wives
- Jacqueline Kennedy Onassis
- John F. Kennedy, Jr. ("The Last Days of John F. Kennedy, Jr.")
- Evel Knievel
- Lobster Boy
- Heather Mills
- Jim Mitchell og Artie Mitchell ("Mitchell-brødrene)
- Sarah Palin
- Laci Peterson
- JonBenét Ramsey
- Rapper Wives
- Rock Star Wives
- Rock Wives Part 2
- Siegfried & Roy
- Dr. Laura Schlessinger
- Richard Simmons
- Linda Sobek
- Martha Stewart
- The Sunset Strip
- Jacqueline Susann
- Heidi von Beltz
- John Walsh ("America's Crime Fighter: John Walsh")
- Jill Ann Weatherwax ("The Murder of Miss Hollywood")